# Асымбекова, Гульнара Уметовна
Асымбекова Гульнара Уметовна (род. 17 июня 1960, Пржевальск) — профессор, доктор медицинских наук, политический и государственный деятель, Заслуженный работник здравоохранения КР.

## Биография
Асымбекова Гульнара Уметовна родилась 17 июня 1960 года в городе Пржевальск Каракольского района Иссык-Кульской области.
Окончила КГМИ (1982), докторантуру НЦ акушерства, гинекологии и перинатологии РАМН (г. Москва, 1996). Доктор медицинских наук (1997).
Работала м.н.с., с.н.с., зав. отделением перинатологии Кыргызского НИИ акушерства и педиатрии, профессор КРСУ, с 1997 г. — зам. директора по науке КНИИАиП. Специалист в области акушерства, гинекологии и перинатологии. Организатор профессионального Общественного Объединения «Ассоциация акушеров-гинекологов КР», Главный редактор и основатель Международного научно-практического журнала «Азиатский вестник акушеров-гинекологов» (1997-2002). Председатель специального Совета РАН по защите кандидатских и докторских работ (г. Москва, 2005-2014).

## Образование
1976—1982 гг. — Кыргызский государственный медицинский институт, специальность — лечебное дело.
1984—1987 гг. — Заочная аспирантура при Кыргызском научно-исследовательском институте акушерства и педиатрии (КНИИАиП).
1987—1988 гг. — Аспирантура Российского научного центра акушерства и педиатрии (РНЦАиП), г. Москва.
1989 г. — защита кандидатской диссертации на тему "Антенатальная оценка плода в условиях женской консультации".
1991—1997 гг. — Докторантура в РНЦАиП, г. Москва. 
1996 г. — защита докторской диссертации на тему "Хроническая плацентарная недостаточность"
Проходила обучающие тренинги во Франции, Дании, Канаде, США, Израиле, на Тайване, в России, Польше, Австрии, Турции.

## Карьера
1982—1984 гг. — Клиническая ординатура при КНИИАиП, специальность — акушерство и гинекология.
1984—1987 гг. — КНИИАиП, младший научный сотрудник.
1988—1989 гг. — КНИИАиП, старший научный сотрудник.
1990—1991 гг. — Заведующая отделением перинатологии КНИИАиП.
1997—2003 гг. — Заместитель директора по науке КНИИАиП. Член Международного общества по изучению гипертензивных нарушений у беременных (Великобритания).
С 1998 г. — Главный редактор и основатель Международного научно-практического журнала «Азиатский вестник акушеров-гинекологов».
2003—2010 гг. — Профессор кафедры акушерства и гинекологии Кыргызско-Российского Славянского университета.
2003 г. — по настоящее время — Директор клиники профессора Асымбековой.
10 ноября 2010 г. — декабрь 2011 г. — Депутат Жогорку Кенеша КР V созыва (фракция «Ар-Намыс»).
23 декабря 2010 г. — декабрь 2011 г. — Заместитель председателя Комитета по здравоохранению, социальной политике, труду и миграции.
Декабрь 2011 г. — сентябрь 2012 г. — Вице-премьер-министр Кыргызской Республики по социальным вопросам (по квоте партии «Ар-Намыс»).

## Клиника Профессора Асымбековой
Клиника профессора Асымбековой организована в 2003 году. Имеет соответствия и лицензию МЗ КР. В клинике работают более 100 сотрудников: профессора, доценты, доктора и кандидаты медицинских наук; акушеры-гинекологи, неонатологи, педиатры, анестезиологи, терапевты, врачи смежных специальностей, акушерки и медсестры с высшей категорией.

## Научные работы
Автор более 70 научных работ, в том числе 4 учебных пособий. Под её руководством защищены 24 кандидатских и докторских диссертаций.

## Награды
- Отличник здравоохранения[2].
- Отличник образования[2].
- Врач высшей категории[2].
- Доктор медицинских наук, профессор.